# Dichapetalum gelonioides
Dichapetalum gelonioides är en tvåhjärtbladig växtart. Dichapetalum gelonioides ingår i släktet Dichapetalum och familjen Dichapetalaceae.

## Underarter
Arten delas in i följande underarter:
- D. g. andamanicum
- D. g. gelonioides
- D. g. pilosum
- D. g. sumatranum
- D. g. tuberculatum

## Bildgalleri

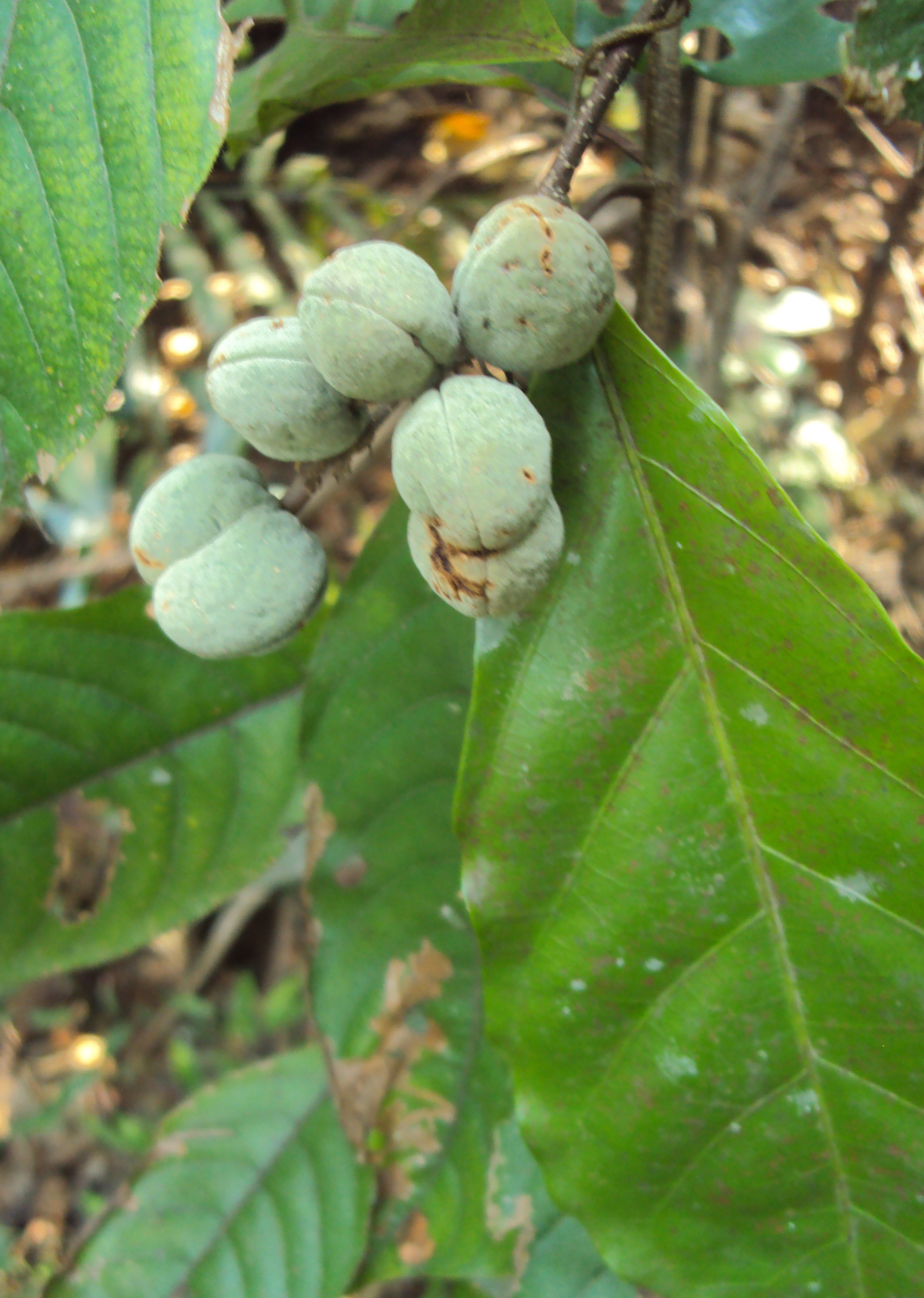
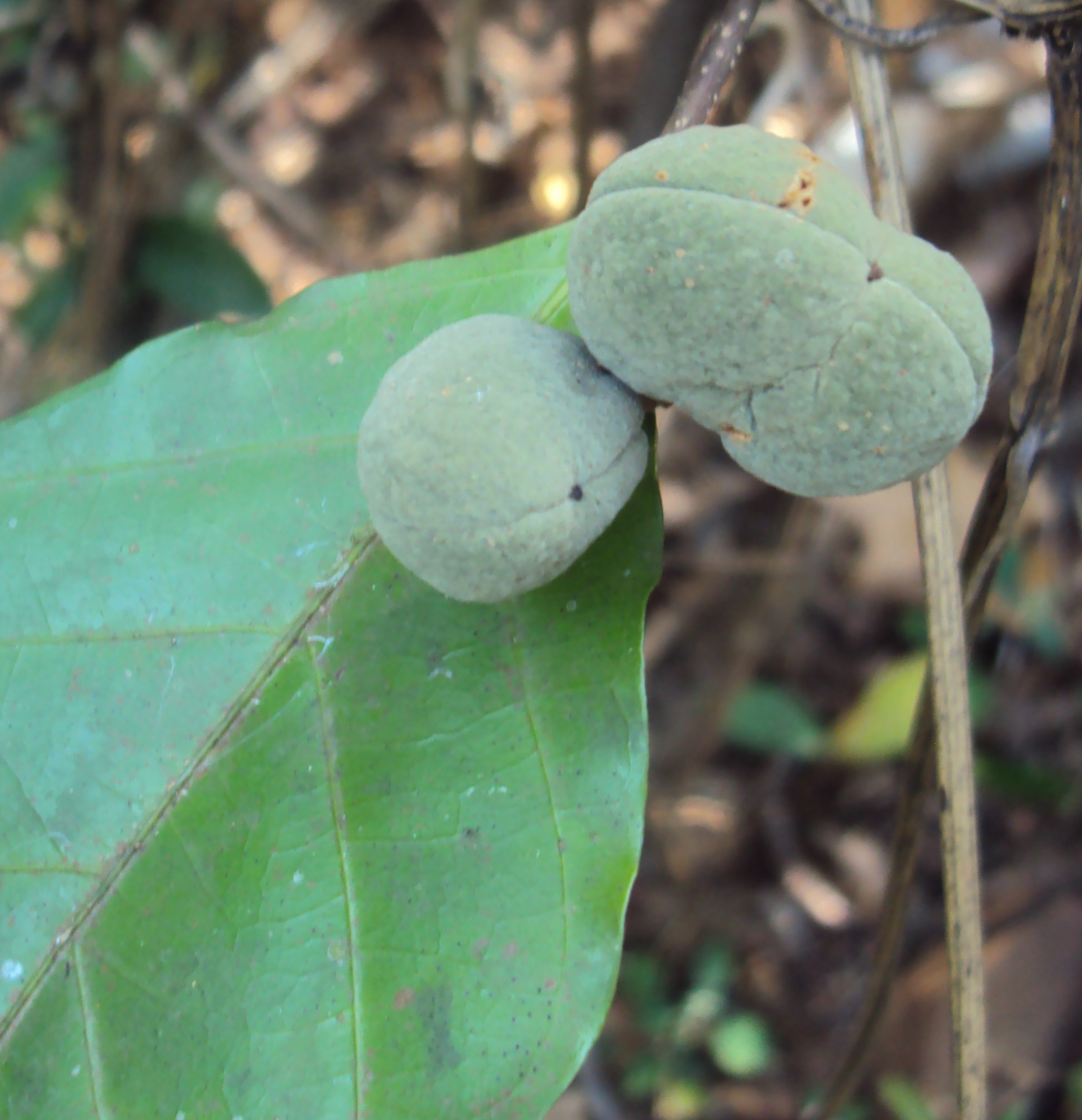
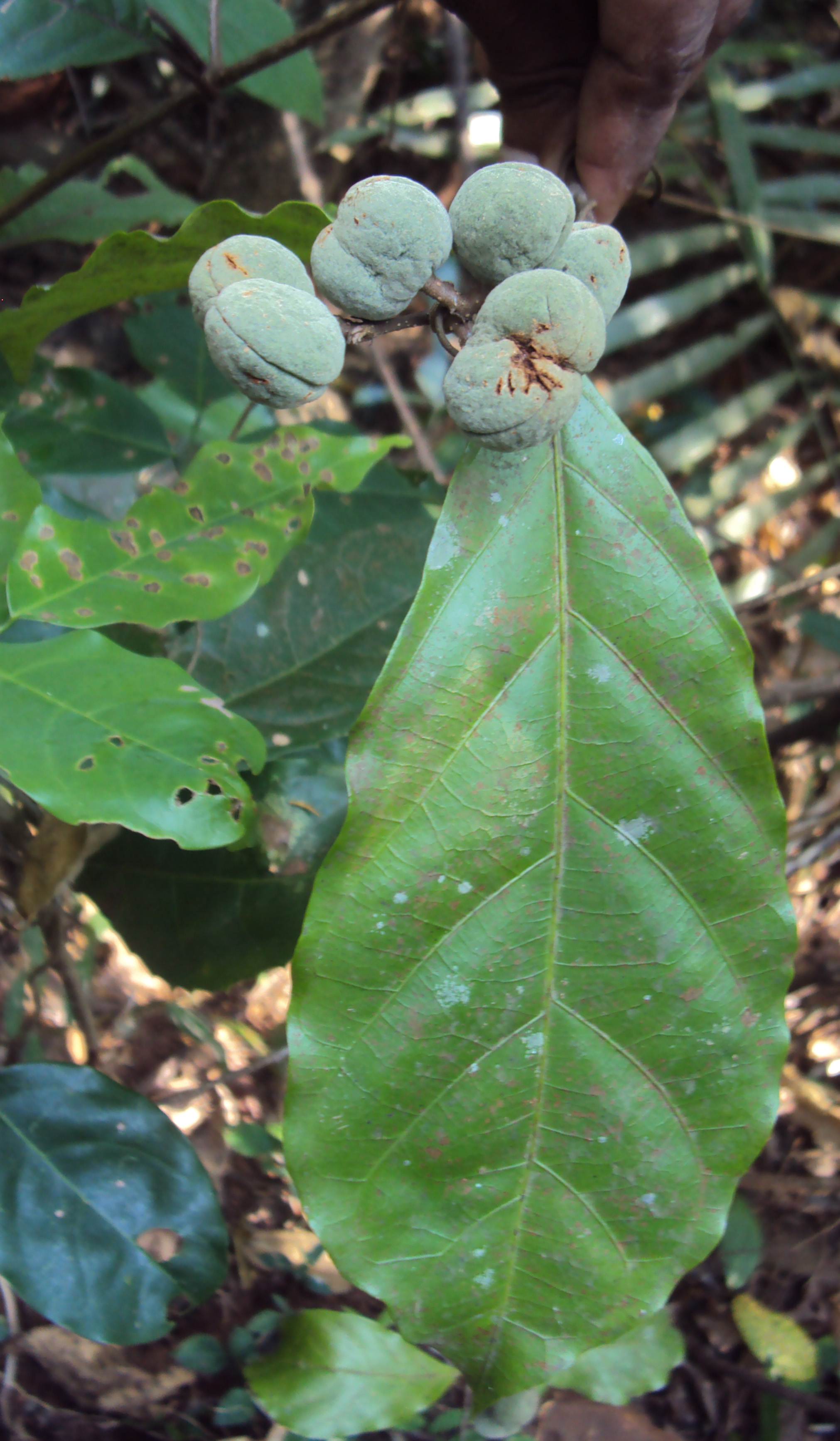
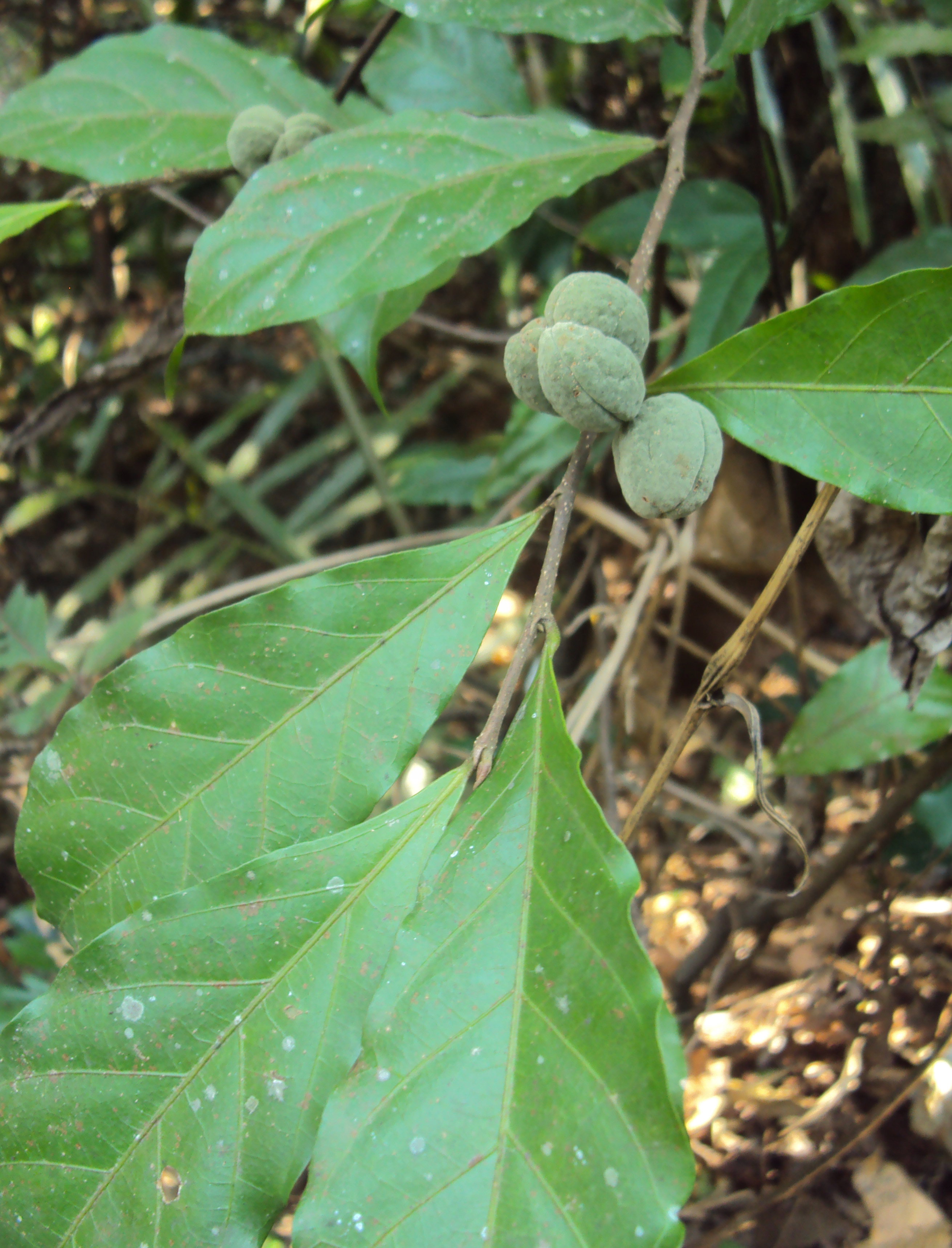
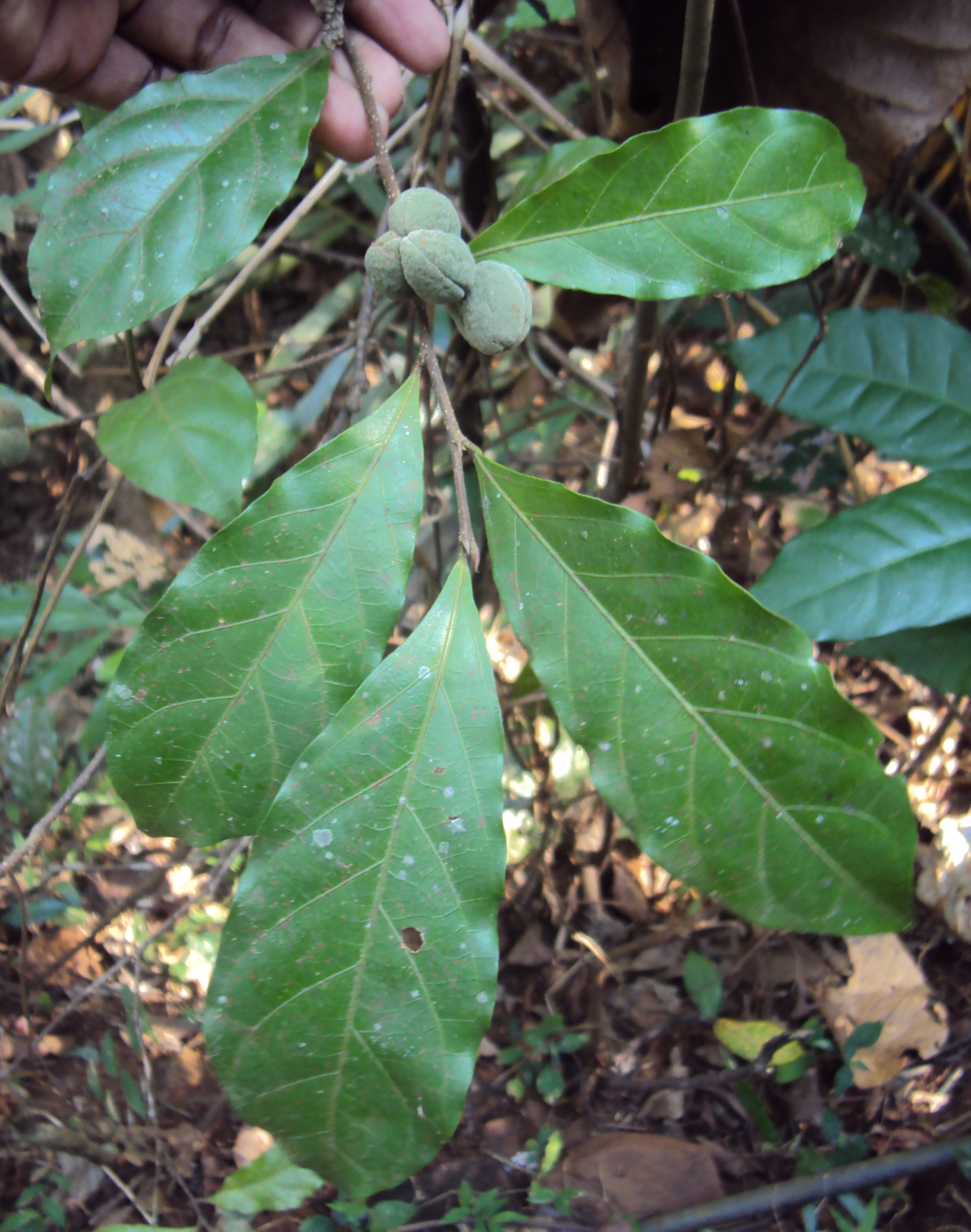
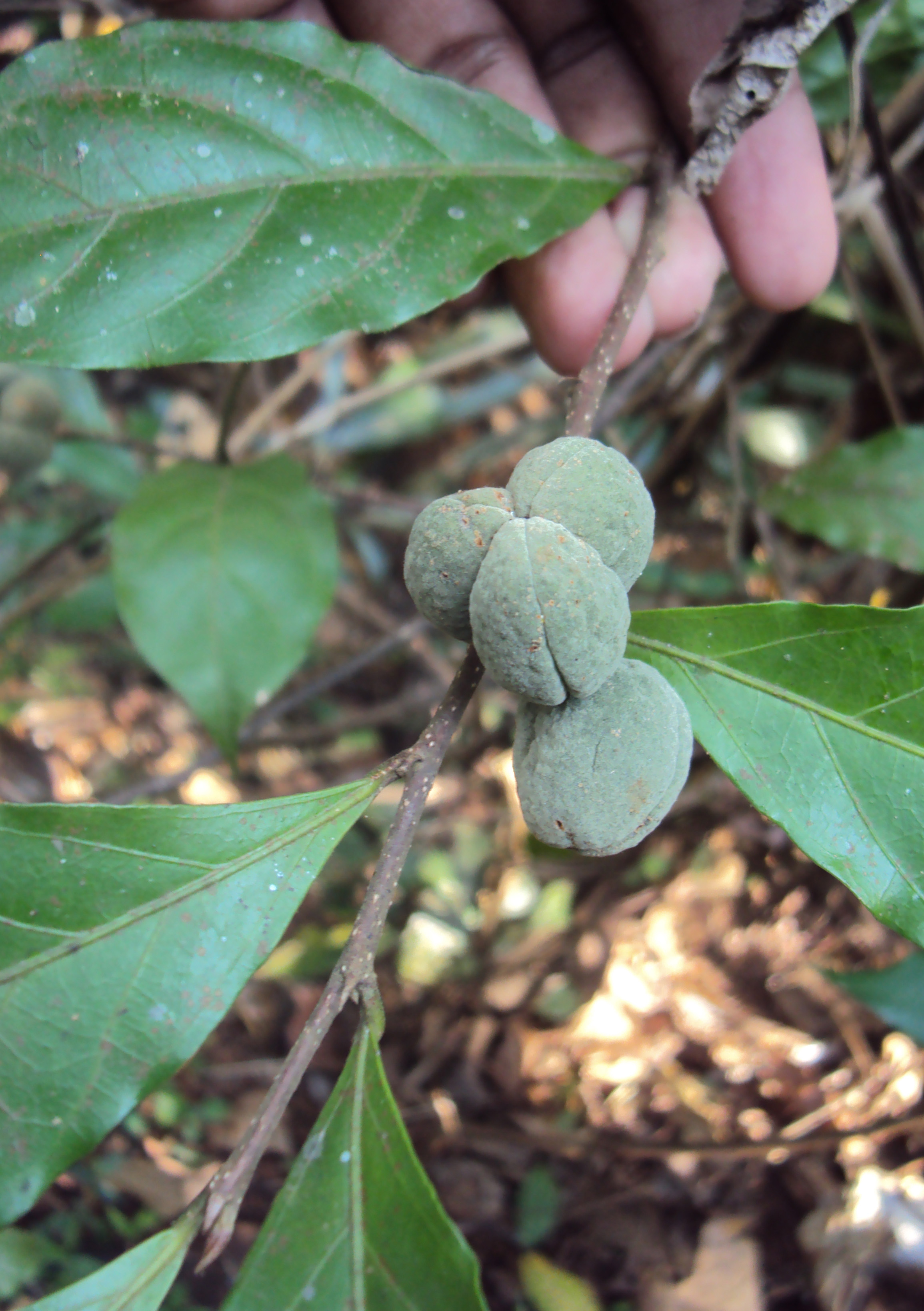